# Srebrna (przedsiębiorstwo)
Srebrna Sp. z o.o. – spółka zajmująca się prowadzeniem działalności reklamowej i medialnej oraz wynajmem i zarządzaniem nieruchomościami własnymi lub dzierżawionymi w Warszawie. Należy do Instytutu im. Lecha Kaczyńskiego.

## Historia
Spółka Srebrna została utworzona 18 stycznia 1995 przez osoby należące do partii politycznej Porozumienie Centrum (PC), jej głównym udziałowcem została Fundacja Prasowa „Solidarność” (FPS), utworzona przez Jarosława Kaczyńskiego i jego współpracowników z PC (mniejszościowym udziałowcem była Barbara Czabańska, była żona Krzysztofa Czabańskiego oraz Jarosław Kaczyński – wnieśli po 2 tys. zł). W zarządzie spółki zasiadali m.in. Kazimierz Kujda i Krzysztof Wyszkowski, natomiast w Radzie Nadzorczej – Lech Kaczyński, Marek Suski, Adam Lipiński i Jolanta Szczypińska. Fundacja wniosła aportem do Spółki dwa budynki przy Al. Jerozolimskich 125/127 (siedziba spółki) i ul. Srebrnej 16 w Warszawie wraz z prawami wieczystego użytkowania działek, które otrzymała po likwidacji koncernu Robotnicza Spółdzielnia Wydawnicza „Prasa-Książka-Ruch”, który działał w czasach Polskiej Rzeczypospolitej Ludowej (likwidatorem koncernu i jednocześnie założycielem fundacji był Krzysztof Czabański).
Spółka Srebrna, przed zmianą formy prawnej ze spółki akcyjnej na spółkę z ograniczoną odpowiedzialnością, w latach 1993–2008 była pierwszym wydawcą miesięcznika „Nowe Państwo” (w 2008 rolę wydawcy przejęło Niezależne Wydawnictwo Polskie, wydawca „Gazety Polskiej”).
W 2001 Fundacja Prasowa „Solidarność” (FPS) sprzedała wszystkie udziały w Spółce na rzecz Fundacji Nowe Państwo, założonej przez abp. Tadeusza Gocłowskiego, Jarosława Kaczyńskiego, Krzysztofa Czabańskiego, a także samą FPS, Srebrną sp. z o.o. i stworzoną na jej bazie spółkę Srebrna-Media.
Spółka nabyła dwa domy sąsiadujące z rodzinnym domem Jarosława Kaczyńskiego na warszawskim Żoliborzu w celu utworzenia w nich izby pamięci oraz siedziby Instytutu im. Lecha Kaczyńskiego. W jednej z nieruchomości spółka od 2009 wynajmuje lokale. Mieszczą się w niej biura wydawcy portalu niezalezna.pl oraz internetowej księgarni „Gazety Polskiej”. Srebrna wynajęła również część domu Jarosława Kaczyńskiego, gdzie planowany jest lokal dla profesjonalnej ochrony.
Po zlikwidowaniu Fundacji Prasowej „Solidarność” w 2012, część jej majątku, w tym spółka Srebrna została przekazana do Instytutu im. Lecha Kaczyńskiego (członkami zarządu Instytutu są Barbara Czabańska oraz Adam Lipiński, natomiast członkami rady nadzorczej Jarosław Kaczyński oraz Krzysztof Czabański).
Głównym udziałowcem spółki Srebrna jest Instytut im. Lecha Kaczyńskiego, który posiada 5883 udziały. Dwa udziały w spółce posiada Barbara Skrzypek (wieloletnia sekretarka Jarosława Kaczyńskiego, a wcześniej też przez lata generała Michała Janiszewskiego, członka WRON), a jej syn jeden udział. Łączna wartość udziałów w spółce Srebrna wynosi 11,766 mln zł.
W latach 1995–1998 oraz 2008–2015 prezesem zarządu spółki był Kazimierz Kujda. Obecnie prezesem zarządu spółki jest Małgorzata Kujda. Członkami zarządu są Janina Goss (wieloletnia przyjaciółka Jarosława Kaczyńskiego i Lecha Kaczyńskiego, należała do partii politycznej Porozumienie Centrum) oraz Jacek Cieślikowski (radny Warszawy i asystent prezesa partii PiS Jarosława Kaczyńskiego). W skład rady nadzorczej wchodzi Halina Wojnarska, żona Adama Lipińskiego, Barbara Skrzypek (wieloletnia sekretarka Jarosława Kaczyńskiego), Mirosława Romanowska (współpracowniczka Lecha Kaczyńskiego za jego prezydentury w stolicy), Jacek Rudziński (wieloletni kierowca, asystent i ochroniarz Jarosława Kaczyńskiego) oraz Grzegorz Tomaszewski (prezes spółki zależnej Forum S.A., brat cioteczny Jarosława Kaczyńskiego).
Przed jesienią 2015 w spółce zatrudnieni byli między innymi: Mariusz Kamiński, Maciej Wąsik i Ernest Bejda a jej współpracownikiem był Piotr Pogonowski.
Głównym źródłem dochodów spółki Srebrna jest obrót i zarządzanie trzema nieruchomościami w Warszawie:
- Aleje Jerozolimskie 125/127 (siedziba spółki),
- Nowogrodzka 84/56 (działka sąsiadująca z siedzibą partii politycznej Prawo i Sprawiedliwość),
- Srebrna 16[21][22].

### Planowane inwestycje
W 2015 spółka Srebrna złożyła wniosek do Urzędu m.st. Warszawy o ustalenie warunków zabudowy i zagospodarowania terenu dla inwestycji polegającej na budowie 138-metrowego budynku biurowego z częścią handlową i gastronomiczną oraz mieszkalną na działce należącej do spółki pod adresem Srebrna 16, u zbiegu ulic Towarowej i Srebrnej w warszawskiej dzielnicy Wola.
Według planów spółki z 2016 roku rozważano wybudowanie wieżowca o wysokości 190 metrów według projektu pracowni architektonicznej Grupa AT. Miał mieć prostą, strzelistą szklaną bryłę, z wycięciem przy jednym z rogów. Początkowo planowano 77 tys. m² powierzchni (dla ok. 5–6 tys. pracowników) oraz restaurację na ostatnim, 47. piętrze. Projekt roboczo nazwano mianem „Srebrna Tower”, później także „K-Towers” z uwagi na plan, nadzorującego projekt Jarosława Kaczyńskiego, wybudowania na działce zamiast jednej, dwóch bliźniaczych wież.
W 2016 Urząd m.st. Warszawy wydał na wniosek spółki zgodę na wybudowanie wieżowca „Srebrna Tower” o wysokości 140-190 metrów na działce pod adresem Srebrna 16. Wydanie decyzji wiązało się ze zmianą dotychczasowej maksymalnej dopuszczalnej wysokości budynku (60 m) w tym rejonie, określonej w planie zagospodarowania przestrzennego stolicy. Wartość inwestycji szacowana była na 160 mln zł.
5 sierpnia 2016 została zarejestrowana na Cyprze spółka Conarius o kapitale zakładowym 5 tys. euro, która miała pośredniczyć w sprzedaży działki spółki Srebrna pod planowaną inwestycję. 30 sierpnia 2016 wszystkie akcje spółki Conarius odkupił stołeczny deweloper i inwestor za kwotę 5 tys. euro. Pośrednikiem tej transakcji była cypryjska spółka Premierplus, specjalizująca się w optymalizacji podatkowej oraz załatwianiu cypryjskiego obywatelstwa. Siedziby obu spółek Conarius oraz Premierplus mieszczą się w tym samym biurowcu w stolicy Cypru Nikozji.
Według raportu złożonego przez spółkę Srebrna w lutym 2017 roku w Regionalnej Dyrekcji Ochrony Środowiska wynika, że budynek miał mieć:
- 3-poziomowe podium
- 47 pięter naziemnych
- cztery piętra podziemne (parking)
- dwa piętra techniczne, na wysokości 63 i 127 metrów.

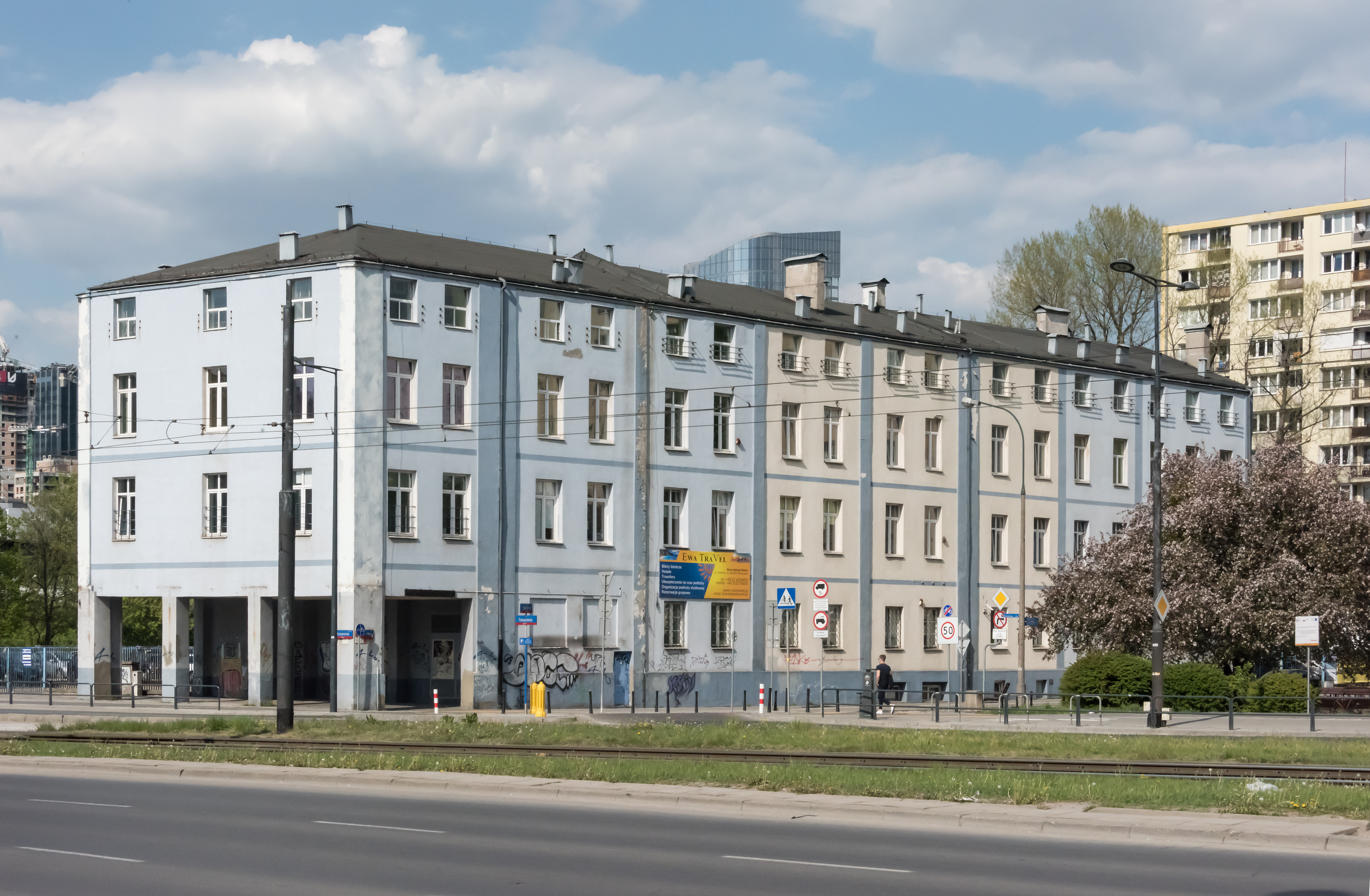
Biurowiec przy ul. Srebrnej 16, jedna z nieruchomości należących do spółki

28 grudnia 2016 została zarejestrowana Nuneaton Sp. z o.o, powołana przez Srebrną spółka celowa przeznaczona do realizacji przedmiotowej inwestycji.
W marcu 2017 spółka Srebrna otrzymała korzystną decyzję środowiskową.
20 marca 2017 została zarejestrowana Nuneaton Sp. z o.o. spółka komandytowa. Udziałowcem spółki została Srebrna.
12 maja 2017 odbyła się pierwsza z serii rozmów austriackiego biznesmena i dewelopera, prezesa spółki Nuneaton od 6 czerwca 2017 do 11 lipca 2018 r., Geralda Birgfellnera z Jarosławem Kaczyńskim dotyczących planowania realizacji i finansowania inwestycji dwóch bliźniaczych wieżowców o wysokości 190 m na działce pod adresem Srebrna 16.
5 czerwca 2017 odbyło się spotkanie, w którym wzięli udział Jarosław Kaczyński, Małgorzata Kujda, prezesa spółki Srebrna, Janina Goss i Jacek Cieślikowski z Geraldem Birgfellnerem w sprawie planowanej inwestycji.
6 czerwca 2017 Małgorzata Kujda, prezes spółki Srebrna, Janina Goss i Jacek Cieślikowski podpisali pełnomocnictwo w imieniu spółki, które upoważniało Geralda Birgfellnera m.in. do reprezentowania Srebrnej „przy umowach najmu lub dzierżawy nieruchomości”, „umowach projektowych, umowach zleceniach” oraz podpisywania „wszelkich umów związanych z realizacją inwestycji polegającej na budowie wysokiego budynku biurowego (...)”, a także „przed organami administracji publicznej i innymi instytucjami państwowymi lub samorządowymi”. Pełnomocnictwo upoważniało austriackiego biznesmena do rozbiórki biurowca stojącego na działce planowanej inwestycji przy ul. Srebrna 16 oraz do „przeprowadzenia robót naprawczych, konserwacyjnych”. Objęło również rozmowy z bankami. Pełnomocnictwo dla Geralda Birgfellnera zostało udzielone do grudnia 2018.
2 lutego 2018 rada nadzorcza Instytutu im. Lecha Kaczyńskiego wydała zgodę na podjęcie przez zarząd Instytutu czynności związanych z realizacją przedsięwzięcia deweloperskiego przez spółkę Srebrna. Barbara Skrzypek podpisała dla Jarosława Kaczyńskiego pełnomocnictwo, by ten reprezentował ją na Nadzwyczajnym Zgromadzeniu Wspólników spółki Srebrna. W zgromadzeniu wziął udział również Jacek Cieślikowski, członek zarządu spółki. Postanowiono, iż spółka celowa Nuneaton Sp. z o.o. spółka komandytowa wybuduje dwa bliźniacze wieżowce o roboczej nazwie „K-Towers” (K-Towers to także nazwa jednej z firm Birgfellnera) o wysokości 190 metrów i 100 tys. mkw. powierzchni użytkowej (7–8 tys. pracowników), z której najmu Spółka za pośrednictwem Instytutu im. Lecha Kaczyńskiego miała czerpać korzyści finansowe. Względem pierwotnego projektu dodano dwa piętra. Zmieniło się także przeznaczenie budynku. Zamiast biur – hotel i apartamenty na sprzedaż. Na ostatnim piętrze pozostałby sky bar, a poza tym w drapaczu chmur miałaby się znaleźć siedziba Instytutu (przeniesiona z warszawskiego Żoliborza). Pod decyzją rady nadzorczej Instytutu podpisali się obaj jej członkowie, Jarosław Kaczyński i Krzysztof Czabański.
Tego samego dnia odbyły się obrady zarządu spółki Srebrna. Jedna z podjętych uchwał ustalała zasady finansowania budowy poprzez zaciągnięcie kredytu. Jedną z instytucji, z którą negocjowano udzielenie kredytu, miał być państwowy bank. Wartość inwestycji szacowana była na ponad miliard złotych. W ramach obrad zarządu podjęto również decyzję, iż pod planowaną inwestycję spółka Srebrna wniesie 5,4 tys. metrów kwadratowych gruntu (działka pod adresem Srebrna 16) i 350 tys. zł.
7 lutego 2018 na polecenie Jarosława Kaczyńskiego Gerald Birgfellner miał przekazać 50 tys. zł w gotówce w siedzibie partii politycznej Prawo i Sprawiedliwość przy ul. Nowogrodzkiej w Warszawie. Zgodnie z zeznaniami austriackiego biznesmena złożonymi w Prokuraturze Okręgowej w Warszawie, opublikowanymi przez „Gazetę Wyborczą” w dniu 18 lutego 2019, kwota ta miała stanowić zapłatę dla ówczesnego księdza Rafała Sawicza, członka rady nadzorczej fundacji Instytutu im. Lecha Kaczyńskiego za złożenie podpisu pod uchwałą rady fundacji z dnia 2 lutego 2018 w sprawie planowanej inwestycji.
21 marca 2018 w siedzibie partii politycznej Prawo i Sprawiedliwość przy ul. Nowogrodzkiej w Warszawie, odbyło się spotkanie Jarosława Kaczyńskiego (prezesa partii, prowadzącego rozmowę de facto w imieniu spółki Srebrna, we władzach której nie zasiadał), austriackiego biznesmena, ówczesnego prezesa spółki Nuneaton, Geralda Birgfellnera i Michała Krupińskiego, prezesa banku Pekao SA. Tematem rozmowy było udzielenie przez bank pożyczki pomostowej na sfinansowanie przygotowania inwestycji na łączną kwotę 15,5 mln euro dwóm spółkom Nuneaton należącym do Birgfellnera (Nuneaton sp. z o.o. miała być następnie przekształcona w spółkę Srebrna 2) z terminem spłaty 28 lutego 2020 r.
11 kwietnia 2018, na podstawie zaleceń z podpisanej przez Jarosława Kaczyńskiego uchwały rady nadzorczej Instytutu im. Lecha Kaczyńskiego z dnia 2 lutego 2018, spółka Srebrna zakupiła spółkę Nuneaton, której celem miała być realizacja inwestycji pod adresem Srebrna 16 w Warszawie.
2 czerwca 2018 w siedzibie Narodowego Funduszu Ochrony Środowiska odbyła się rozmowa Kazimierza Kujdy, prezesa NFOŚ i byłego prezesa spółki Srebrna z Geraldem Birgfellnerem, austriackim biznesmenem, prezesem spółki Nuneaton w sprawie planów budowy dwóch bliźniaczych wieżowców o wysokości 190 m na działce pod adresem Srebrna 16. Stenogram rozmowy ujawniła 5 lutego 2019 „Gazeta Wyborcza” (tzw. „Taśmy Kaczyńskiego”).
6 czerwca 2018 doszło do drugiego spotkania Kazimierza Kujdy z Geraldem Birgfellnerem.
14 czerwca 2018 spółka Nuneaton kierowana przez austriackiego biznesmena, Geralda Birgfellnera wystawiła spółce Srebrna fakturę na kwotę 1 mln 580 tys. zł (z podatkiem VAT), z terminem płatności 24 czerwca 2018. Faktura dotyczyła prac przygotowawczych przy projekcie budowy dwóch bliźniaczych wieżowców “K-Towers” na działce Srebrna 16 należącej do spółki Srebrna.
27 czerwca 2018 w siedzibie spółki Srebrna odbyło się spotkanie, w którym brała udział prezes zarządu Małgorzata Kujda, wiceprezesi – Janina Goss i Jacek Cieślikowski oraz prezes spółki Nuneaton, Gerald Birgfellner w sprawie rozliczenia kosztów prac przygotowawczych przy projekcie budowy dwóch bliźniaczych wieżowców “K-Towers” jakie miała ponieść spółka Nuneaton na rzecz spółki Srebrna.
Pod koniec czerwca 2018 r. projekt budowy dwóch wieżowców został wstrzymany.
11 lipca 2018 spółka Srebrna zerwała współpracę z Geraldem Birgfellnerem.
27 lipca 2018 w siedzibie partii politycznej Prawo i Sprawiedliwość przy ul. Nowogrodzkiej w Warszawie, odbyła się rozmowa Jarosława Kaczyńskiego (prowadzącego rozmowę de facto w imieniu spółki Srebrna, we władzach której nie zasiadał), jego brata ciotecznego Grzegorza Tomaszewskiego (członek rady nadzorczej spółki Srebrna), austriackiego biznesmena, ówczesnego prezesa obu spółek Nuneaton (Sp. z o.o. i Sp. komandytowej), Geralda Birgfellnera i jego wspólniczki, pełniącej jednocześnie rolę tłumaczki. Tematem rozmowy była planowana przez Spółkę inwestycja wybudowania dwóch bliźniaczych wieżowców o wysokości 190 m. Zgodnie z ww. rozmową, której nagranie audio oraz stenogram ujawniła w dniu 29 stycznia 2019 „Gazeta Wyborcza” (tzw. „Taśmy Kaczyńskiego”), budowa miała zostać sfinansowana z kredytu w wysokości ok. 300 mln euro (ok. 1,3 mld zł) udzielonego przez bank Pekao SA. W rozmowie Gerald Birgfellner domagał się zapłaty od Srebrnej za dotychczasowe prace nad inwestycją: projekt architektoniczny obu wież, strategię realizacji ich budowy, wycenę nieruchomości, prowadzenie negocjacji z wykonawcami poszczególnych etapów oraz zatrudnienie prawników i architektów. Miał zarobić 3 proc. wartości inwestycji – 9 mln euro (39 mln zł). Jarosław Kaczyński namawiał Birgfellnera, by dochodził swych praw na drodze sądowej i złożył pozew przeciw Srebrnej. Warunkował otrzymanie decyzji o warunkach zabudowy i zagospodarowania terenu pod planowaną inwestycję, wygraną kierowanej przez siebie partii politycznej Prawo i Sprawiedliwość w nadchodzących wyborach samorządowych w 2018 roku; „Jeśli nie wygramy wyborów, to nie zbudujemy wieżowca w Warszawie”.
2 sierpnia 2018 odbyła się rozmowa Geralda Birgfellnera z Jarosławem Kaczyńskim w sprawie planowanej przez Spółkę inwestycji wybudowania dwóch bliźniaczych wieżowców na działce należącej do Srebrnej.
Na wniosek spółki o ustalenie warunków zabudowy i zagospodarowania terenu dla inwestycji pod adresem Srebrna 16, Urząd m.st. Warszawy wydał zgodę na realizację obiektu o wysokości 31,5 m (ze zwyżką do 35 m). W listopadzie 2018 r. Urząd wydał decyzję odmowną wobec braku akceptacji przez spółkę zaproponowanych parametrów obiektu. Spółka zaskarżyła powyższą decyzję do Samorządowego Kolegium Odwoławczego.

### Dane finansowe
Według danych na koniec 2017 aktywa Srebrnej opiewały na kwotę 25,2 mln zł. W 2017 wynagrodzenia pracowników przedsiębiorstwa pochłonęły 1 896 627 zł. Według sprawozdania finansowego na koniec 2018 spółka zatrudniała na umowę o pracę 16 osób. Kapitał podstawowy Srebrnej wyniósł prawie 11,8 mln zł. Kapitał zapasowy zwiększył się w minionym roku z 7,9 mln zł do 10,1 mln zł. Wartość nieruchomości w bilansie Srebrnej wyniosła niecałe 7,8 mln zł. Środki pieniężne w kasie i na rachunkach wyniosły 13 mln zł.

### Udziały w innych podmiotach
Spółka Srebrna jest udziałowcem spółek:
- Geranium (2,736 udziałów o łącznej wartości 2,736 mln zł)
- Słowo Niezależne (150 udziałów o łącznej wartości 75 tys. zł)
- Multibarman (700 udziałów o łącznej wartości 350 tys. zł)

| Nazwa podmiotu                         | Rok rozpoczęcia działalności | Opis | Osoba                  | Funkcja                 |
| -------------------------------------- | ---------------------------- | --- | ---------------------- | ----------------------- |
| Forum S.A.*                            | 2011                         | wydawca prawicowych periodyków, dziennika „Gazeta Polska Codziennie”, tygodnika „Gazeta Polska” i miesięcznika „Nowe Państwo”, spółka powiązana personalnie ze spółką Srebrna                                                                     | Grzegorz Tomaszewski   | prezes zarządu          |
| Forum S.A.*                            | 2011                         | wydawca prawicowych periodyków, dziennika „Gazeta Polska Codziennie”, tygodnika „Gazeta Polska” i miesięcznika „Nowe Państwo”, spółka powiązana personalnie ze spółką Srebrna                                                                     | Barbara Skrzypek       | członek rady nadzorczej |
| Forum S.A.*                            | 2011                         | wydawca prawicowych periodyków, dziennika „Gazeta Polska Codziennie”, tygodnika „Gazeta Polska” i miesięcznika „Nowe Państwo”, spółka powiązana personalnie ze spółką Srebrna                                                                     | Ryszard Czarnecki      | członek rady nadzorczej |
| Forum S.A.*                            | 2011                         | wydawca prawicowych periodyków, dziennika „Gazeta Polska Codziennie”, tygodnika „Gazeta Polska” i miesięcznika „Nowe Państwo”, spółka powiązana personalnie ze spółką Srebrna                                                                     | Jacek Rudziński        | członek rady nadzorczej |
| Forum S.A.*                            | 2011                         | wydawca prawicowych periodyków, dziennika „Gazeta Polska Codziennie”, tygodnika „Gazeta Polska” i miesięcznika „Nowe Państwo”, spółka powiązana personalnie ze spółką Srebrna                                                                     | Katarzyna Lubiak       | członek rady nadzorczej |
| Instytut im. Lecha Kaczyńskiego*       | 1997                         | właściciel spółki Srebrna, od której wynajmuje lokale, de facto sprawuje kontrolę poprzez spółkę Srebrna nad periodykami „Gazeta Polska Codziennie”, „Gazeta Polska” i „Nowe Państwo” wydawanymi przez Forum S.A. oraz nad portalem Niezależna.pl | Barbara Czabańska      | prezes zarządu          |
| Instytut im. Lecha Kaczyńskiego*       | 1997                         | właściciel spółki Srebrna, od której wynajmuje lokale, de facto sprawuje kontrolę poprzez spółkę Srebrna nad periodykami „Gazeta Polska Codziennie”, „Gazeta Polska” i „Nowe Państwo” wydawanymi przez Forum S.A. oraz nad portalem Niezależna.pl | Adam Lipiński          | członek zarządu         |
| Instytut im. Lecha Kaczyńskiego*       | 1997                         | właściciel spółki Srebrna, od której wynajmuje lokale, de facto sprawuje kontrolę poprzez spółkę Srebrna nad periodykami „Gazeta Polska Codziennie”, „Gazeta Polska” i „Nowe Państwo” wydawanymi przez Forum S.A. oraz nad portalem Niezależna.pl | Jarosław Kaczyński     | członek rady nadzorczej |
| Instytut im. Lecha Kaczyńskiego*       | 1997                         | właściciel spółki Srebrna, od której wynajmuje lokale, de facto sprawuje kontrolę poprzez spółkę Srebrna nad periodykami „Gazeta Polska Codziennie”, „Gazeta Polska” i „Nowe Państwo” wydawanymi przez Forum S.A. oraz nad portalem Niezależna.pl | Krzysztof Czabański    | członek rady nadzorczej |
| Geranium                               | 2012                         | spółka prowadzi działalność wydawniczą, w 2012 roku Geranium przejęła większość udziałów w spółce Forum S.A. | Jacek Cieślikowski     | prezes Zarządu          |
| Multibarman*                           | 2003                         | spółka powiązana ze spółką Srebrna | Andrzej Bieganik       | członek zarządu         |
| Multibarman*                           | 2003                         | spółka powiązana ze spółką Srebrna | Andrzej Gumowski       | członek zarządu         |
| Nuneaton Sp. z o.o                     | 2016                         | spółka celowa przeznaczona do realizacji budowy dwóch wież „K-Towers” na działce pod adresem Srebrna 16, powołana przez spółkę Srebrna |                        |                         |
| Nuneaton Sp. z o.o. spółka komandytowa | 2017                         | spółka celowa przeznaczona do realizacji budowy dwóch wież „K-Towers” na działce pod adresem Srebrna 16, powołana przez spółkę Srebrna |                        |                         |
| Rysy Sp. z o.o.***                     | 2009                         | spółka powiązana ze spółką Forum S.A. oraz Srebrna, należy do Instytutu im. Lecha Kaczyńskiego (wcześniej Fundacja Nowe Państwo), który posiada w spółce 2095 udziałów o łącznej wartości 4,190 mln zł                                            | Jacek Rudziński        | prezes zarządu          |
| Słowo Niezależne*                      | 2005                         | wydawca portalu Niezależna.pl, należący do spółki Srebrna | Grzegorz Tomaszewski   | członek zarządu         |
| Słowo Niezależne*                      | 2005                         | wydawca portalu Niezależna.pl, należący do spółki Srebrna | Tomasz Sakiewicz       | członek zarządu         |
| Słowo Niezależne*                      | 2005                         | wydawca portalu Niezależna.pl, należący do spółki Srebrna | Katarzyna Gójska-Hejke | prokurent               |
| Srebrna-Media Sp. z o.o.               | 1996                         | spółka zajmuje się wynajmem i zarządzaniem nieruchomościami własnymi lub dzierżawionymi, należy do Instytutu im. Lecha Kaczyńskiego (wcześniej Fundacja Nowe Państwo), który posiada w spółce 19 179 udziałów o łącznej wartości 1 917 900 zł     | Barbara Czabańska      | prezes zarządu          |

- Spółki oznaczone w tabeli znakiem (*) prowadzą działalność pod wspólnym adresem przy ul. Filtrowej 63/43 w Warszawie. Spółki oznaczone (**) prowadzą działalność pod wspólnym adresem przy ul. Srebrnej 16 w Warszawie. Spółki oznaczone (***) prowadzą działalność pod tym samym adresem co spółka Srebrna, przy Al. Jerozolimskich 125/127.